# ショーベース
ショーベース (Showbase) は、東京ディズニーランドのトゥモローランドにある劇場である。1988年4月15日（東京ディズニーランド5周年の日）にオープンした。なお、オープン当時の名称はショーベース2000だった。
屋根は付いているが、左右の側面は壁が無いので完全な室内劇場というわけではない。そのため、強風や大雨の時にはショーが公演中止となる場合がある。
ショーベースではこれまでに様々なショーが公演されてきたが、ショーが変わるたびに、そのショーに合わせた設備に改装される。
なお、ショーのポスターは18分割されている。
スポンサーは三井不動産。
建物の外には"SHOWBASE"と書かれたロゴとスポンサーである同社のロゴと会社名が書かれた看板が設置されているが、名称が「ショーベース2000」だった頃は、スポンサーの看板の部分が"2000"という文字になっていた。

## 公演内容

### レギュラーショー
- ワン・マンズ・ドリーム　（1988年4月15日～1995年9月3日）
- フィール・ザ・マジック　（1995年10月2日～1999年6月14日）
- ワンス・アポン・ア・マウス　（1999年7月19日～2004年5月23日）
- ワンマンズ・ドリームII -ザ・マジック・リブズ・オン-　（2004年7月3日～2019年12月13日[1]）
- クラブマウスビート　（2021年7月2日～[2]）

### スペシャルイベント
- イッツ・ベリー・ミニー！（2020年1月10日～3月19日→臨時休園により、2020年2月28日[3])

### 特別限定ショー
- ファンダフル・ディズニー メンバーズパーティー　（2005年7月16日～8月31日）　※ファンクラブ会員限定のショー
- ミッキーマウス クラブハウスの試写会 (2006年9月30日) ※事前申込による抽選
- グーフィーのダンスアカデミー（2013年6月2日～6月24日の日曜日と月曜日）
- アンバサダー就任式（毎年1月1日）
- 浦安市成人式（2002年～2020年の成人の日。詳細は後述）　※浦安市の新成人限定。成人式限定のショーも開催される。

アンバサダー就任式および浦安市成人式に関しては下記も参照。
- クラブマウスビート 40周年スペシャルバージョン[4](2023年4月15日〜2024年3月31日)

## その他

### アンバサダー就任式
毎年1月1日には新しく就任したアンバサダーの就任式が開かれる。

### 浦安市成人式
浦安市では、2002年から成人式をショーベースで開催している。ショーベースの改修工事や新型コロナウイルスの感染拡大などに伴い、2021年以降は東京ディズニーシーのブロードウェイ・ミュージックシアターにて行われている。
式典の最後には、5分ほどのオリジナルのショーも公演される。東京ディズニーランドでの開催に至った経緯は、下記の外部リンクより、浦安市広報を参照のこと。
成人式開催の経緯:広報うらやす2002年2月1日号の記事(外部リンク)を参照